# André Maurois
André Maurois (Elbeuf sur Seine, Normandia, 26 de juliol de 1885 - Neuilly-sur-Seine, 9 d'octubre de 1967) va ser el pseudònim d'Émile Herzog, Émile Salomon Wilhelm Herzog, novel·lista i assagista francès.
Descendent d'una rica família dedicada a la indústria tèxtil, Maurois va fer estudis secundaris a Rouen (Liceu Corneille) i superiors a Caen. Va tenir com a professor el filòsof Alain que el va animar a prendre el camí de l'escriptura. Davant la perspectiva de prendre la direcció del negoci familiar, va optar per la literatura.
Durant la I Guerra Mundial va servir com a intèrpret de l'Estat Major britànic; això el va familiaritzar amb el caràcter i la cultura anglosaxona.
El 1938 va ingressar a l'Acadèmia Francesa. Durant la II Guerra Mundial va lluitar per la França lliure com a capità de l'exèrcit francès i es va refugiar als Estats Units en negar la seva obediència al govern pro-nazi de Vichy. Va estar també amb les forces aliades a Àfrica del Np0pord el 1943.
Al seu retorn a França, el 1946, va ser rebut amb tots els honors. Va seguir escrivint fins a una edat molt avançada i va morir als 82 anys, el 9 d'octubre de 1967.
André Maurois va rebre en vida l'homenatge del món intel·lectual -a més de l'admiració del públic- i, entre altres distincions, la d'acadèmic i la Gran Creu de la Legió d'Honor.
Intel·ligent, desapassionadament objectiu, escriptor de fama per les seves novel·les i les seves biografies, en les quals va destacar gràcies a una profunda documentació i amenitat, André Maurois va ser un profund coneixedor de l'ànima humana.

## Obres
Com a escriptor la seva obra presenta una quíntuple faceta: novel·lista, assagista, biògraf, crític i intèrpret de la cultura britànica.
Novel·la
- Bernard Quesnay (1926)
- Climats (1929)
- Le peseur d'âmes (1931)
- Cercle de famille (1932)
- L'instinct du bonheur (1934)
- La màquina per llegir els pensaments: relats (Anaconda, 1945)
- Terra de Promissió (Terre Promise) (1946)[2]
- Les Roses de septembre (1956)
- Le diner sous els marronniers (1959)

Biografies
- Lélia ou la vie de George Sand (1951)
- Ariel ou la vie de Shelley (1923)
- La vie de Disreali (1927)
- Un essai sur Dickens (1927)
- Don Joan ou la vie de Byron (1930)
- Tallers americans (1933)
- Chateaubriand (1938)
- Estats Units 39 (Diari d'un viatge per Amèrica del Nord) 1939.
- Prométhée ou la vie de Balzac
- Turgueniev (1947)
- Memòries (1941)
- Napoleó
- Cristóbal Colón

Crítica i assaig
- Aspects de la biographie (1929)
- Introductión à la méthode de P.Valéry (1933)
- Magiciens et Logiciens (1935)
- Un art de vivre (1939) Traducció al català per Carles Soldevila[3]
- Estudis literaris (1946)
- Cent visages de l'amour (1947)
- À la recherche de Marcel Proust (1949)
- Cours de bonheur conjugal (1951)
- Olympio (1953). Sobre Victor Hugo
- Portrait de la France et des français (1955)
- La France change de visage (1956)
- Els trois Dumas (1957)
- Lecture, mon doux plaisir (1958)

Sobre la cultura anglosaxona
- Els silences du colonel Bramble (1918) Traduïda al català per Ferran Soldevila[4]
- Els discours du docteur O'Grady (1950)
- Études anglaises (1927)
- Histoire d'Angleterre (1937)
- Tragèdia a França (1940)
- Estudis literaris (1946)
- Sentiments i costums (1951)